# Calico River Rapids
Calico River Rapids is een rapid river in het Amerikaanse attractiepark Knott's Berry Farm. De attractie opende 17 mei 2019 in het themagebied Ghost Town.
Het wildwaterbaan opende in 1987 onder de naam Bigfoot Rapid's. Echter was er geen enkele decoratie rondom de attractie te vinden. Om die reden werd de attractie in 2018 gesloten, waarna de attractie opnieuw opgebouwd werd inclusief uitgebreide decoratie zoals twintig animatronics.
De wildwaterbaan en de boten zijn afkomstig van Intamin. De animatronics zinn geproduceerd door Garner Holt Productions.

## Afbeeldingen

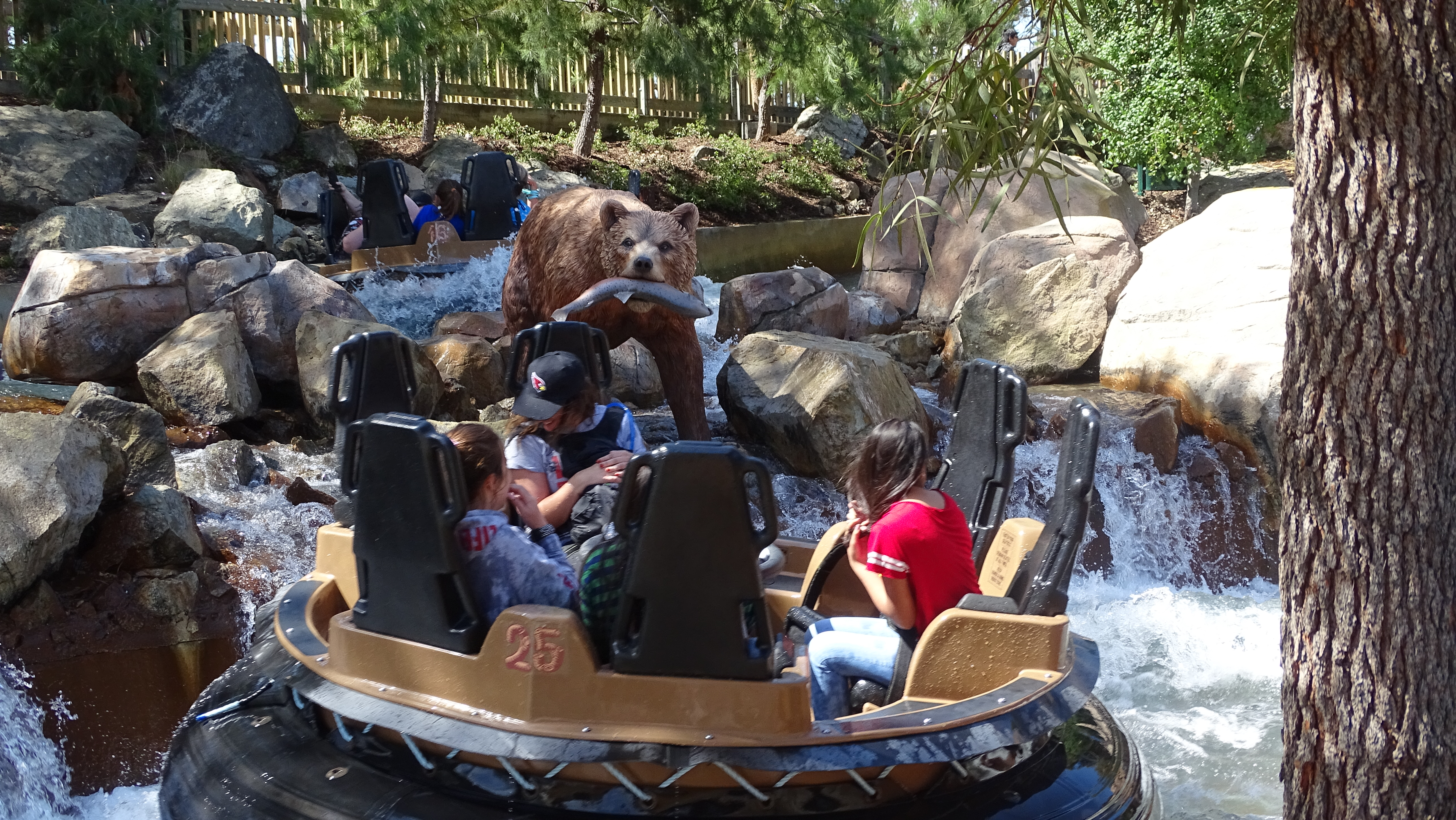
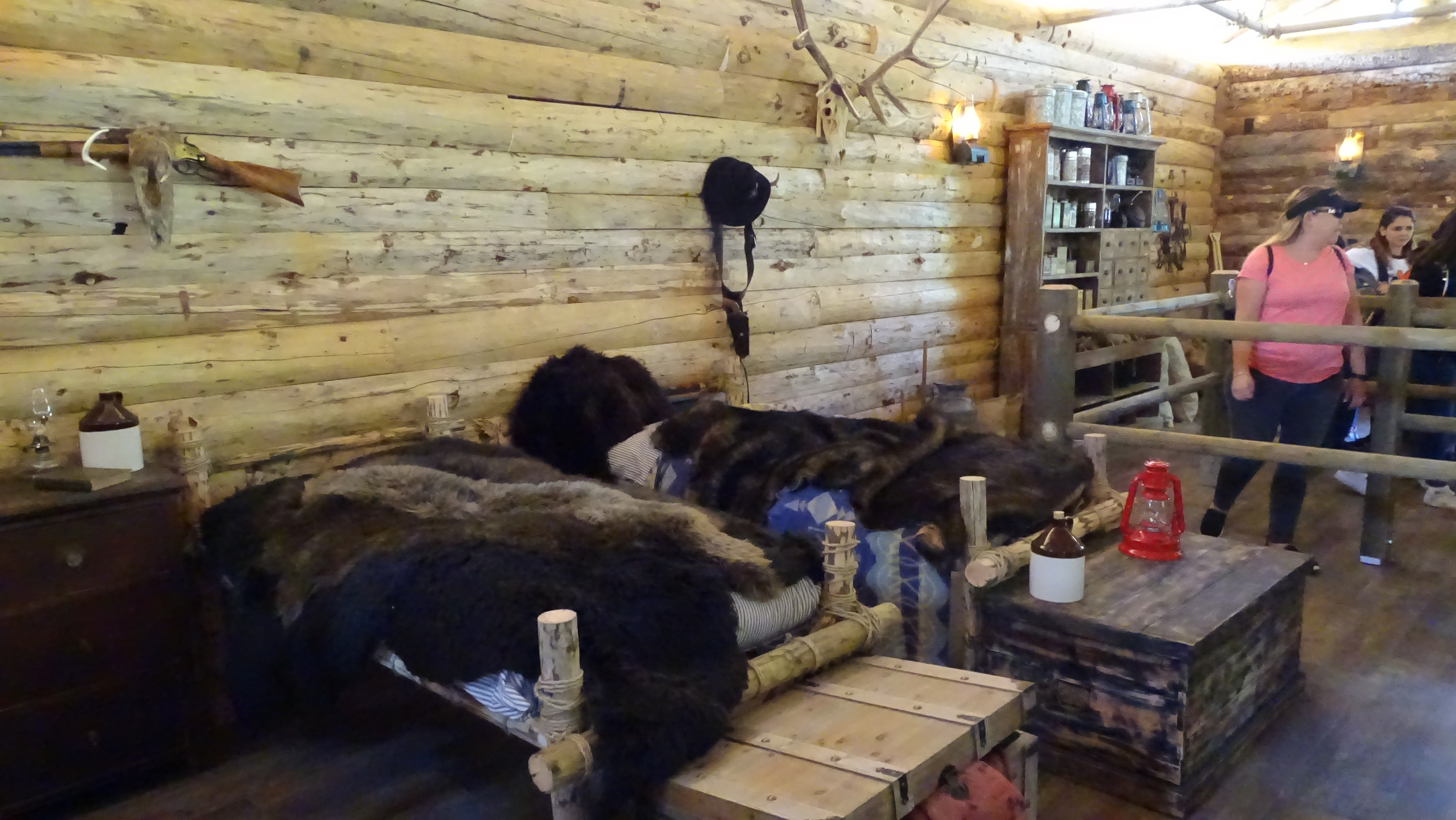
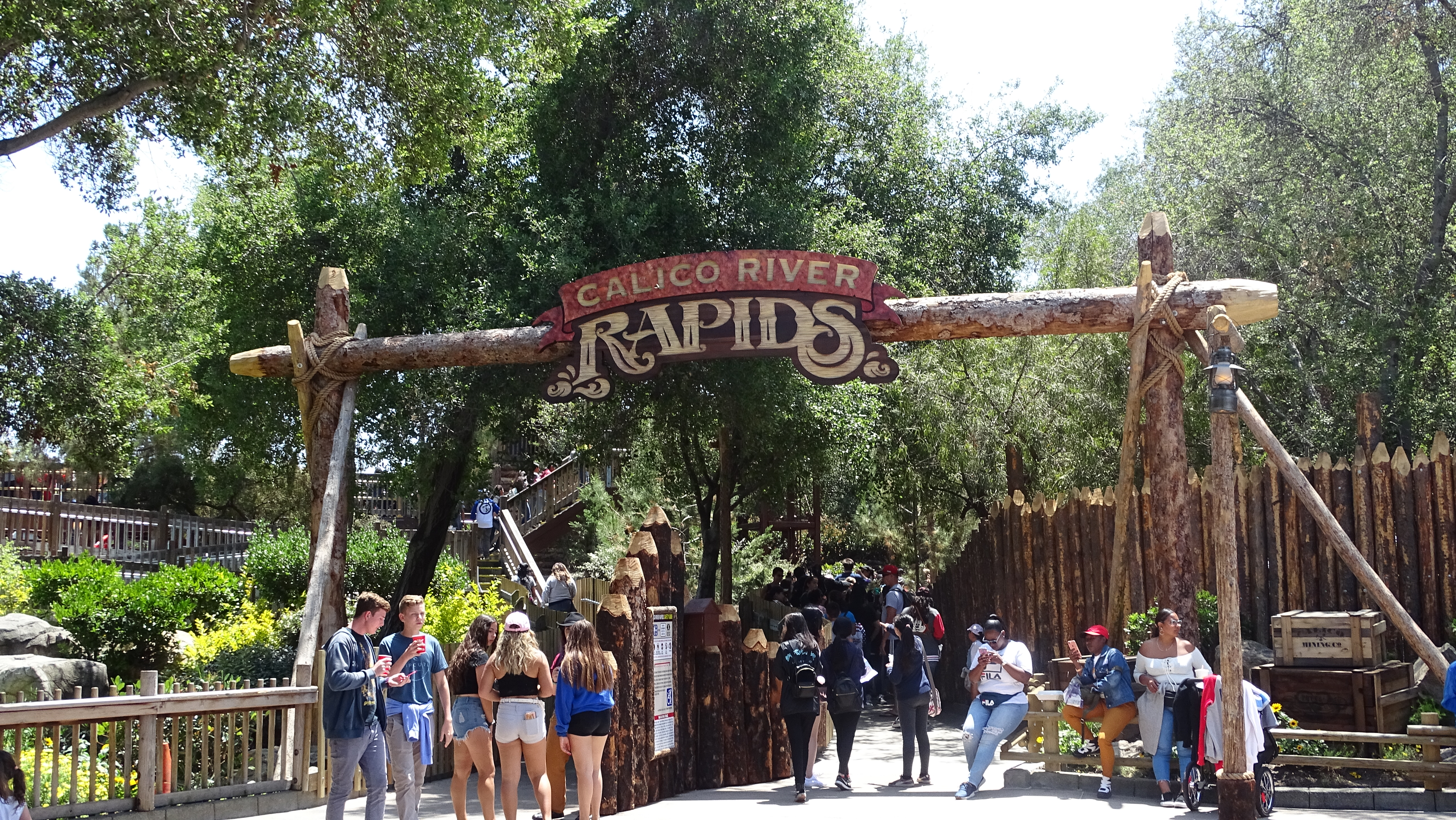
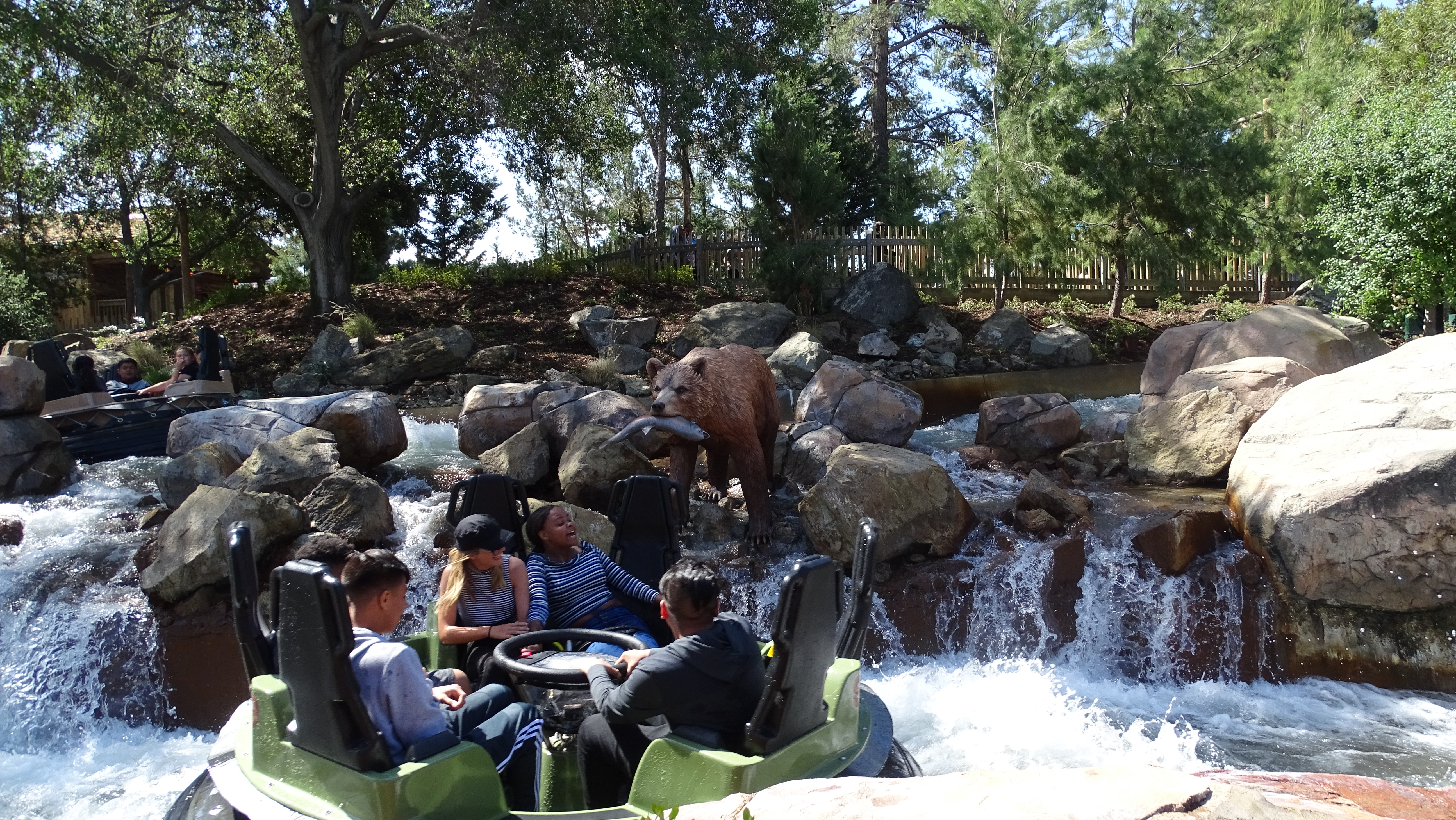